# Albino Pierro
Albino Pierro, född 19 november 1916, död 23 mars 1995 i Rom, var en syditaliensk poet från byn Tursi i Basilicata.
Pierro skrev på den lokala dialekten tursitanska. Han var vid flera tillfällen kandidat till Nobelpriset i litteratur. En av hans mest kända dikter är "La Rabatana".